# Старогородской район
Старогородской район (укр. Староміський район) — бывший (до 2012 года) административный район города Винница, Украина.

## Описание
По площади уступает Ленинскому и Замостянскому районам. Приблизительная площадь — 21 кв. км. Находится в левобережной части города. Район представляет собой в основном частный сектор, где преобладают частные дома. На территории района работают пять школ (№ 9, 11, 19, 20 и 22), Винницкий областной гуманитарно-педагогический колледж, Винницкий строительный техникум, Винницкий политехнический техникум, больница, две библиотеки, шесть церквей. Район делится на небольшое количество «микрорайонов»: Крутнов, Царина, Новосёловка , Слободка, Старый город, Масложир и Малые хутора.

## История

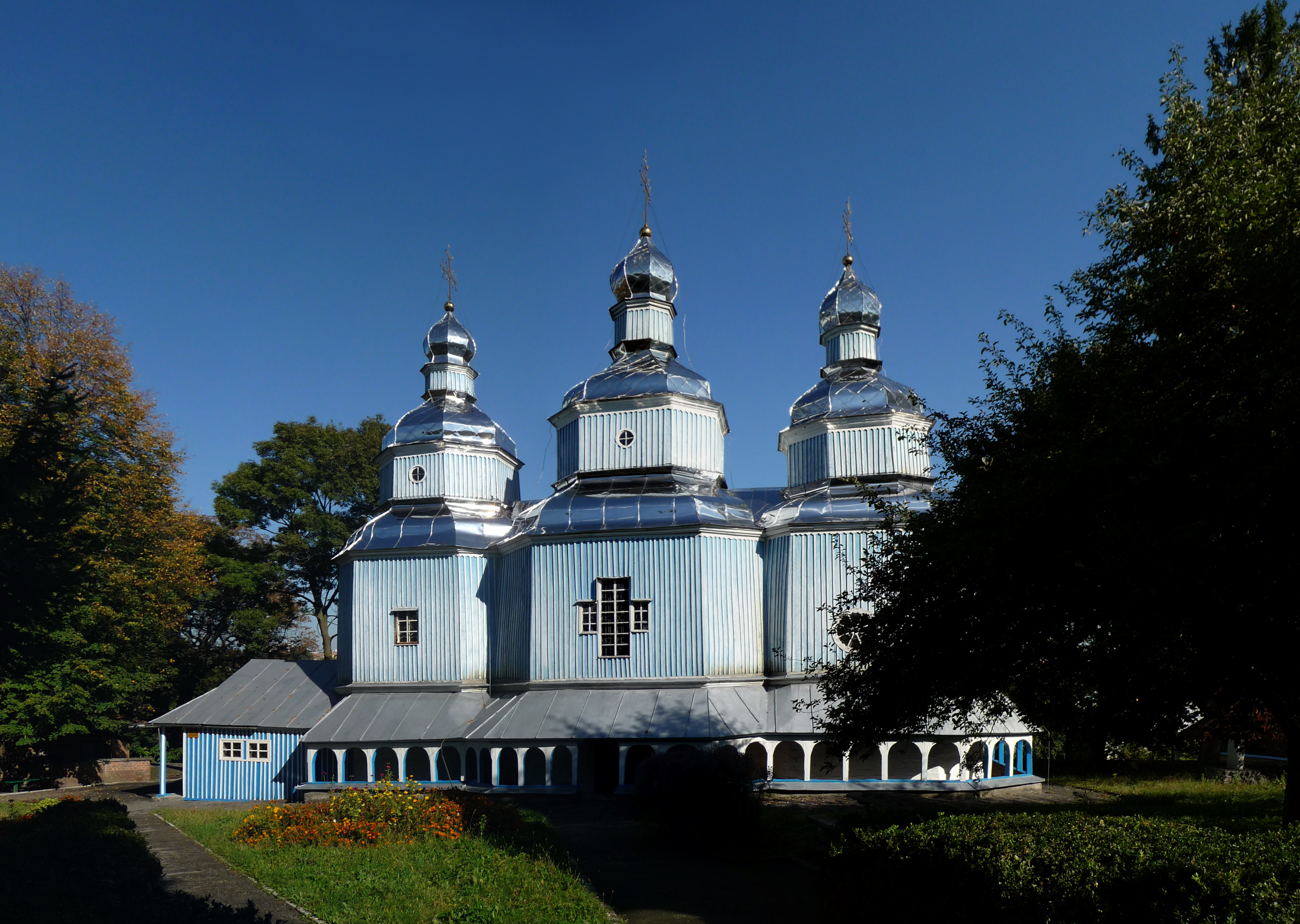
Церковь Святого Николая

По основной версии, район получил своё название в честь того, что именно на левом берегу Винницы, впервые стали расселяться первые поселенцы города. После появления так называемого «Нового города» (ныне центральной части города), получил название «Старая Винница», или «Старый город». Одной из самых старых построек и одной из достопримечательностью района является Церковь Святого Николая, построенная в 1746 году.
Во времена Второй мировой войны в пригородной части ввелись активные военные действия. После войны район значительно расширился. В 1960-х годах был построен старогородский мост, в таком виде как он сейчас есть. В 2011 году на набережной возле фабрики «Рошен» был построен винницкий светозвуковой фонтан.